# Bresadolia
Bresadolia is een geslacht van schimmels behorend tot de familie Polyporaceae. De typesoort is Bresadolia paradoxa. Later is deze soort hernoemd naar het geslacht Cerioporus als Cerioporus squamosus.

## Soorten
Volgens index Fungorum  telt het geslacht vijf soorten (peildatum april 2021):
| Soortnaam             | Auteur(s)                           | Publicatiejaar |
| --------------------- | ----------------------------------- | -------------- |
| Bresadolia craterella | (Berk. & M.A. Curtis) Audet         | 2016           |
| Bresadolia cuticulata | (Y.C. Dai, Jing Si & Schigel) Audet | 2017           |
| Bresadolia hapalopus  | (H.J. Xue & L.W. Zhou) Audet        | 2016           |
| Bresadolia mangifera  | Pat.                                | 1903           |
| Bresadolia uda        | (Jungh.) Audet                      | 2016           |